# Груибинген
Груибинген (њем. Gruibingen) општина је у њемачкој савезној држави Баден-Виртемберг. Једно је од 38 општинских средишта округа Гепинген. Према процјени из 2010. у општини је живјело 2.136 становника. Посједује регионалну шифру (AGS) 8117028.

## Географски и демографски подаци
Груибинген се налази у савезној држави Баден-Виртемберг у округу Гепинген. Општина се налази на надморској висини од 565 метара. Површина општине износи 23,0 km². У самом мјесту је, према процјени из 2010. године, живјело 2.136 становника. Просјечна густина становништва износи 93 становника/km².